# Kabinett Saraçoğlu I
Das Kabinett Saraçoğlu I war die 13. Regierung der Türkei, die vom 9. Juli 1942 bis zum 9. März 1943 von Şükrü Saracoğlu geführt wurde.
Bei der Parlamentswahl am 26. März 1939 war nur die Cumhuriyet Halk Partisi zugelassen. Staatspräsident İsmet İnönü beauftragte anschließend den bisherigen Amtsinhaber Refik Saydam mit der Regierungsbildung. Nach dem plötzlichen Tod Saydams am 8. Juli 1942 übernahm Saracoğlu das Amt des Ministerpräsidenten. Mit der  Parlamentswahl am 28. Februar 1943 endete die Amtszeit der Regierung und das Kabinett blieb noch bis 9. März 1943 geschäftsführend im Amt.

## Regierung
| Titel                                          | Name                          | Partei | Amtszeit                                                      |
| ---------------------------------------------- | ----------------------------- | ------ | ------------------------------------------------------------- |
| Ministerpräsident                              | Şükrü Saracoğlu               | CHP    |                                                               |
| Justizminister                                 | Sayfettin Menemencioğlu       | CHP    |                                                               |
| Verteidigungsminister                          | Ali Rıza Artunkal             | CHP    |                                                               |
| Innenminister                                  | Ahmet Fikri Tüzer Recep Peker | CHP    | 9. Juli 1942 – 16. August 1942 17. August 1942 – 9. März 1943 |
| Außenminister                                  | Numan Menemencioğlu           | CHP    |                                                               |
| Finanzminister                                 | Fuat Ağralı                   | CHP    |                                                               |
| Bildungsminister                               | Hasan Ali Yücel               | CHP    |                                                               |
| Minister für öffentliche Arbeiten              | Ali Fuat Cebesoy              | CHP    |                                                               |
| Minister für Gesundheit und soziale Sicherheit | Hulusi Alataş                 | CHP    |                                                               |
| Minister für Zölle und Monopole                | Raif Karadeniz                | CHP    |                                                               |
| Verkehrsminister                               | Fahri Engin                   | CHP    |                                                               |
| Wirtschaftsminister                            | Sırrı Day                     | CHP    | 31. Juli 1941 – 9. Juli 1942                                  |
| Handelsminister                                | Behçet Uz                     | CHP    |                                                               |
| Landwirtschaftsminister                        | Raşit Şevket Hatiboğlu        | CHP    |                                                               |